# Cratos
Cratos (em grego clássico: Κράτος, lit. "Poder"), na mitologia grega, era um titã, filho de Estige e Palas. Hesíodo lista os filhos de Estige e Palas como:  Zelo (rivalidade e grandeza), Nice (vitória), Cratos (poder) e Bia (odio). Cratos é a personificação da força e do poder. Ele e seus irmãos são as forças aladas de Zeus. 
Cratos era frequentemente retratado como um jovem forte e musculoso, com uma expressão séria em seu rosto. Ele era conhecido por sua tenacidade e por sua disposição de usar a força sem hesitação. Cratos era frequentemente descrito como o executor da vontade dos deuses, sendo responsável por impor sua autoridade e punir aqueles que desafiavam a ordem divina.
Uma das histórias mais famosas envolvendo Cratos é a sua participação na prisão de Prometeu. Prometeu era um titã que roubou o fogo dos deuses para entregá-lo aos humanos. Como punição, Zeus ordenou que Prometeu fosse acorrentado a uma rocha no Monte Cáucaso, onde uma águia iria devorar seu fígado todos os dias, apenas para que ele se regenerasse durante a noite.
Cratos e sua irmã Bia foram os responsáveis por prender Prometeu na rocha, garantindo que ele permanecesse imobilizado. Essa história é frequentemente vista como um exemplo do poder de Cratos e sua habilidade de impor a vontade divina através da força física.

Embora Cratos não seja um dos deuses mais conhecidos ou cultuados da mitologia grega, ele desempenhou um papel importante na narrativa mitológica como uma representação da força e do poder. Sua presença ajudou a manter a ordem divina e a impor o domínio dos deuses sobre os humanos e outras criaturas.